# Кедровая аллея Никко
Кедровая аллея Никко (яп. 日光杉並木 Никко: сугинамики) — дорога в японском городе Никко, вдоль которой высажено около 13 000 деревьев криптомерии. Криптомерия, или японский кедр, является национальным деревом Японии. Аллея состоит из трёх частей, сходящихся в Имаити, её протяжённость составляет 35,41 километра. Она занесена в Книгу рекордов Гиннесса как самая длинная аллея в мире . Кедровая аллея Никко является национальным сокровищем Японии.

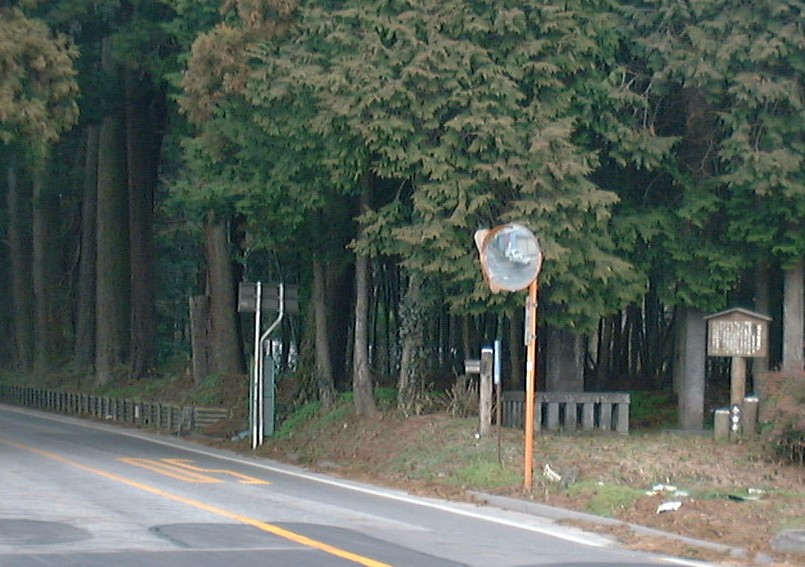
Часть кедровой аллеи Никко

Деревья были посажены около 400 лет назад. Этот монументальный проект начался в 1625 году и закончен в апреле 1648 года, когда феодал Мацудайра Масацуна передал аллею в дар храму Никко Тосё-гу. Подсчитано, что в тот период времени было высажено около 200 000 деревьев.